# Torneo de Delray Beach 2025
El Delray Beach Open 2025 fue un evento de tenis de la ATP Tour 250 serie. Se disputó en Delray Beach, Estados Unidos en el Delray Beach Tennis Center desde el 10 hasta el 16 de febrero de 2025.

## Distribución de puntos
| Modalidad            | Campeón | Finalista | Semifinales | Cuartos de final | 2ª ronda | 1ª ronda | Clasificados | 2ª ronda de clasificación | 1ª ronda de clasificación |
| Individual masculino | 250     | 165       | 100         | 50               | 25       | 0        | 13           | 7                         | 0                         |
| Dobles masculino     | 250     | 150       | 90          | 45               | 20       | 0        | -            | -                         | -                         |

## Cabezas de serie

### Individuales masculino
| Tenista              | Ranking | Preclasificado |
| Taylor Fritz         | 4       | 1              |
| Tommy Paul           | 9       | 2              |
| Alex Michelsen       | 36      | 3              |
| Matteo Arnaldi       | 39      | 4              |
| Marcos Giron         | 41      | 5              |
| Brandon Nakashima    | 42      | 6              |
| Miomir Kecmanović    | 55      | 7              |
| Alejandro Davidovich | 59      | 8              |
| Arthur Rinderknech   | 60      | 9              |

- Ranking del 3 de febrero de 2025.[2]

### Dobles masculino
| Tenistas                                   | Ranking | Preclasificado |
| Jackson Withrow Horacio Zeballos           | 24      | 1              |
| Ariel Behar Robert Galloway                | 74      | 2              |
| Santiago González Lucas Miedler            | 92      | 3              |
| N. Sriram Balaji Miguel Ángel Reyes Varela | 123     | 4              |

## Campeones

### Individual masculino
Miomir Kecmanović venció a  Alejandro Davidovich por 3-6, 6-1, 7-5

### Dobles masculino
Miomir Kecmanović /  Brandon Nakashima vencieron a  Christian Harrison /  Evan King por 7-6(7-3), 1-6, [10-3]